# Gantz - L'inizio
Gantz - L'inizio (ガンツ?, GANTZ) è un film del 2011 diretto da Shinsuke Sato.
Film giapponese di fantascienza e azione, è la prima delle due pellicole cinematografiche giapponesi live action dedicate al manga Gantz: la seconda, intitolata Gantz Revolution - Conflitto finale è uscita nelle sale pochi mesi dopo la prima. Quest'ultima, pur basandosi in larghissima parte sulla storia originale creata da Hiroya Oku, segue poi anche alcuni sviluppi originali con l'introduzione di alcune nuove situazioni e personaggi.
In Italia entrambe le pellicole sono state distribuite direttamente in home video da Eagle Pictures.

## Trama
In piedi in una stazione della metropolitana un giovane, Kei Kurono, studente universitario, si appresta ad andare ad un colloquio di lavoro. Ad un tratto nota sul marciapiede un suo vecchio compagno ed amico delle scuole elementari, Masaru Kato; questi tenta di salvare un uomo che è caduto improvvisamente sui binari. I due riescono a prestargli soccorso ma, proprio in quel momento, un treno sta accelerando all'interno della stazione. Sono spacciati.
I due sembrano essere destinati a morire, invece si stupiscono di ritrovarsi trasferiti in una stanza misteriosa in compagnia con altre persone: nell'attimo in cui si voltano intravedono una stranissima sfera tutta nera di circa due metri di diametro.
Prima ancora di riuscire a capire e rendersi perfettamente conto di quanto gli stia accadendo, la sfera sembra iniziar a mandare dei segnali: s'iniziano difatti a visualizzare dei messaggi sulla sua superficie, tra cui uno che li invita ad uccidere un certo numero di "nemici" alieni. Solo chi sopravviverà raggiungendo 100 punti al gioco sarà reso nuovamente libero.
A questo punto due grandi cassetti di metallo pieni di pistole: si rendono conto a questo punto di esser entrati a far parte d'un oscuro gioco, in cui non solo debbono il più presto possibile capire come funzioni esattamente, ma anche trovare il modo di sopravvivere ad ogni costo, nonostante tutto.

## Distribuzione

### Edizione italiana
Il film è stato distribuito in DVD e Blu-Ray il 10 febbraio 2016 da parte di Eagle Pictures. Il doppiaggio è avvenuto nello studio Videodelta s.r.l. a Torino, per la direzione di Elena Canone e adattamento dialoghi di Daniela Cassaro. Kei Kurono ha la voce italiana di Renato Novara che aveva già doppiato il personaggio nella serie televisiva anime, mentre Luca Ghignone che nella serie doppiava Kato, qui è la voce di Suzuki.